# Gakuto Kondo
Gakuto Kondo (født 10. februar 1981) er en tidligere japansk fodboldspiller.
Han har spillet for flere forskellige klubber i sin karriere, herunder Vissel Kobe og Mito HollyHock.